# 海拜爾

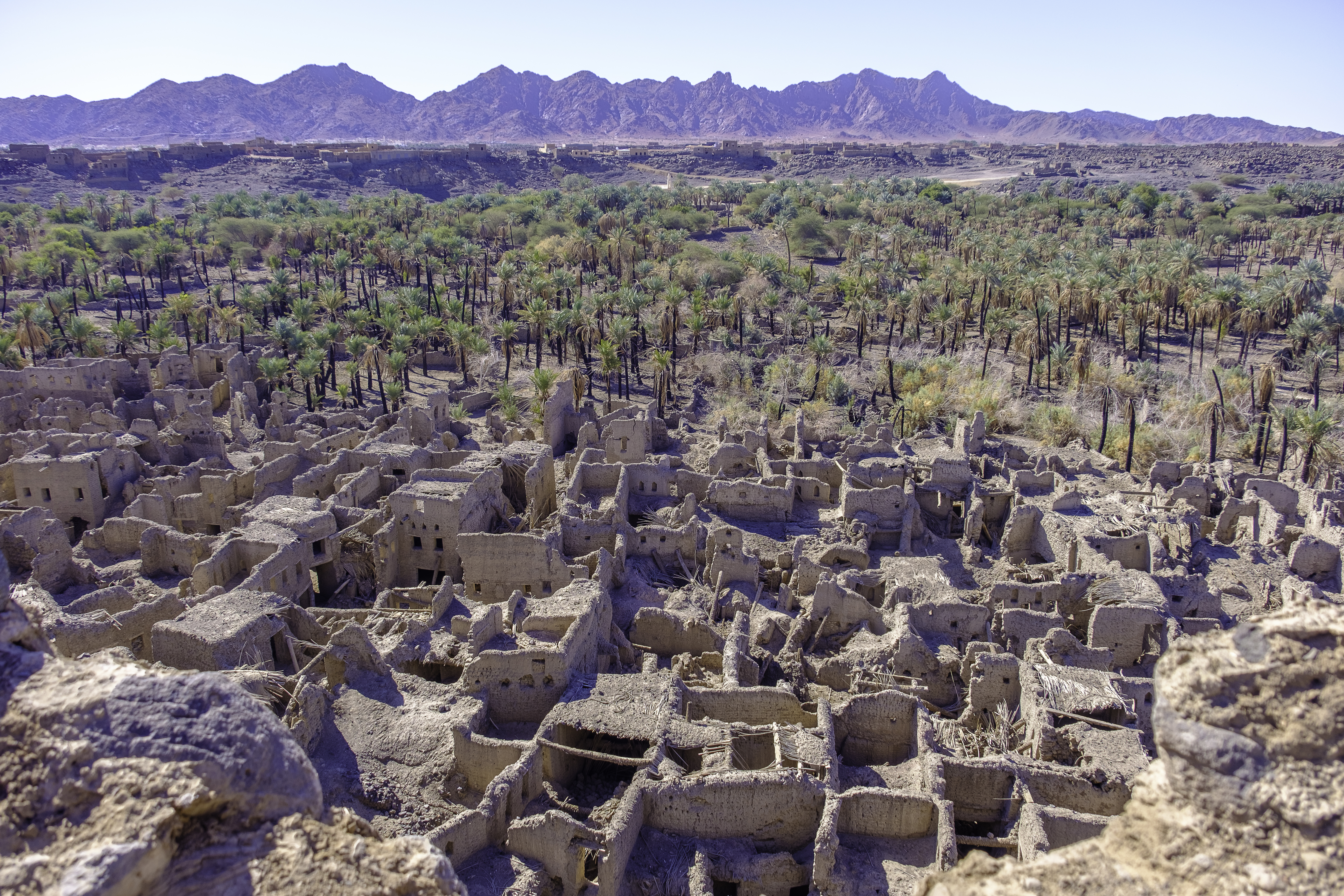
海拜爾

海拜爾是沙特阿拉伯的綠洲，位於該國西部，處於聖城麥地那以北153公里的內夫得沙漠，由麥地那省負責管轄，該地區在公元642年被穆斯林佔據前是猶太人聚居地。

## 外部連結
- Joseph Braslavi (Braslavski) and Leah Bornstein-Makovetsky (1972, 2006), Khaybar （页面存档备份，存于）, in Encyclopedia Judaica, via Jewish Virtual Library

25°41′55″N 39°17′33″E / 25.69861°N 39.29250°E